# 湯本史寿

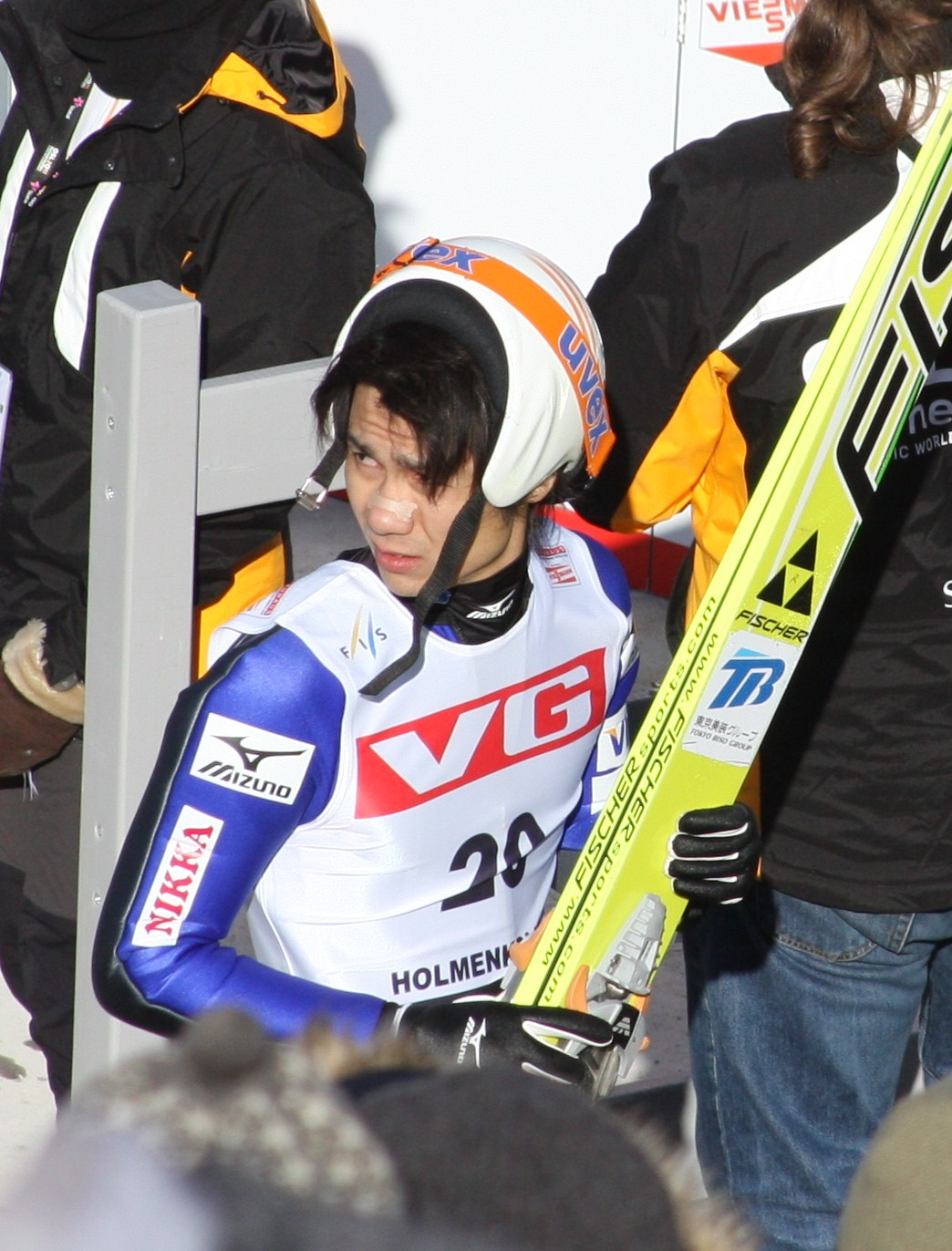
湯本史寿

湯本 史寿（ゆもと ふみひさ、1984年4月23日 - ）は長野県下高井郡木島平村出身の元スキージャンプ選手である。

## 経歴
木島平村立木島平中学校、長野県下高井農林高等学校を経て、東京美装興業に入社した。
2003年に札幌でのワールドカップに初出場。その後は主に下部大会に出場していたが、2007-08シーズンはスキージャンプ週間終了後よりワールドカップ遠征メンバー入りした。
2008-09シーズンは11月29日のW杯クーサモ大会で自己最高の8位に入ると、12月14日のプラジェラート大会で初優勝を達成した。2月にはチェコのリベレツで開催されたノルディックスキー世界選手権に初出場。2009-10シーズンもW杯遠征メンバーに選出されていたが、バンクーバーオリンピックには出場できなかった。
2014年の伊藤杯シーズンファイナル大倉山ナイタージャンプ大会にて現役を退いた。

## 主な成績

### 世界選手権
- 2009年リベレツ大会（ チェコ）
  - 個人ノーマルヒル 39位
- 2011年オスロ大会（ ノルウェー）
  - 個人ラージヒル 27位
  - 団体ノーマルヒル　5位（湯本史寿、竹内択、葛西紀明、伊東大貴）
  - 団体ラージヒル　6位 （竹内択、湯本史寿、葛西紀明、伊東大貴）

### スキージャンプ・ワールドカップ
- 初出場 2003年1月25日 日本・札幌
- 最終出場 2012年1月29日 日本・札幌
- 最高成績 優勝（2008年12月14日　第5戦プラジェラート大会）
- 通算 優勝1回 2位0回 3位0回
  - 2004/2005シーズン総合70位
  - 2007/2008シーズン総合58位
  - 2008/2009シーズン総合26位
  - 2009/2010シーズン総合38位
  - 2010/2011シーズン総合42位
  - 2011/2012シーズン総合71位

### 国内大会
- 2003.02.25 第58回国民体育大会冬季大会スキー競技会少年組優勝
- 2006.12.16 第37回名寄ピヤシリジャンプ大会成年組優勝
- 2007.01.06 第48回雪印杯全日本ジャンプ大会成年組優勝
- 2007.01.18 第62回北海道スキー選手権大会男子の部優勝
- 2007.01.20 第18回TVh杯ジャンプ大会優勝
- 2008.02.17 第49回NHK杯ジャンプ大会優勝
- 2008.02.20 第63回国民体育大会冬季大会スキー競技会成年A組優勝
- 2008.03.21 第32回伊藤杯 宮の森ナイタージャンプ大会優勝
- 2010.02.26 第65回国民体育大会冬季大会スキー競技会成年A組優勝
- 2011.01.08 第38回HTBカップ国際スキージャンプ競技大会優勝
- 2011.01.08 第39回札幌オリンピック記念国際スキージャンプ競技大会優勝